# Dalbke (Kalletal)
Dalbke ist ein Ortsteil der lippischen Gemeinde Kalletal im nordöstlichen Nordrhein-Westfalen in Deutschland.

## Geographie

### Geographische Lage
Dalbke liegt im nördlichen Gemeindegebiet, etwa auf halber Strecke zwischen den Orten Hohenhausen (Hauptort der Gemeinde) und Langenholzhausen, unmittelbar an der Bundesstraße 238 und westlich des Wandergebietes um die Berge Rotenberg, Bärenkopf, Habichtsberg und Wihupsberg. Der Ort liegt am nördlichen Rand des Lipper Berglands, rund sechs Kilometer südlich der Weser entfernt.

### Gewässer
Durch Dalbke fließen Richtung Norden die Westerkalle und der bei Harkemissen entspringende Bentorfer Bach.

## Geschichte

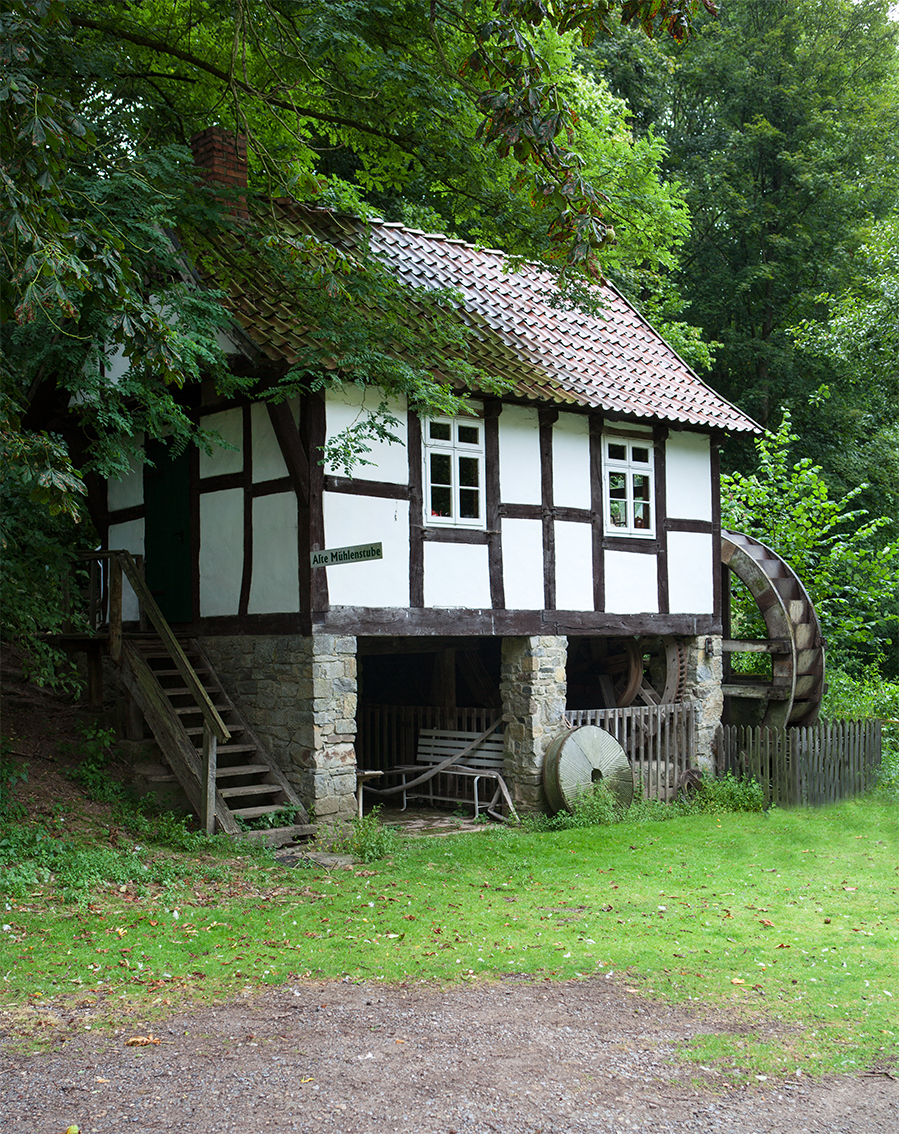
Wassermühle des Hofs Klemme

### Ortsname
Dalbke wurde 1354 als Dalbeke erstmals schriftlich erwähnt.
Im Laufe der Jahrhunderte sind folgende Versionen ebenfalls als Ortsnamen belegt: Dalbecke und Dalke (1535, im Landschatzregister), Dalpecke (1572), Dallbecke und Dallbeck (1614/15, in Salbüchern), Dallbe[ke] (um 1620) sowie Dalpcke (um 1758).

### Hof Klemme
Die Hofanlage im Ort steht unter Denkmalschutz und hat mit seinen sechs Fachwerkhäusern eine 500-jährige Geschichte zu verzeichnen. Von der fürstlichen Regierung wurden dem Hof 1719 die Wasserrechte zum Betreiben eines Wasserrads erteilt. Durch den Anschluss an die Elektrizität des Hofes im Jahre 1920 verlor die Mühle an Bedeutung. Seit dem Jahr 1986 wurden die Mühle und weitere Gebäude auf dem Hof von den Eigentümern in Absprache mit dem Amt für Denkmalpflege restauriert.

## Verkehr
Durch Dalbke verläuft die Bundesstraße 238 von Rinteln nach Detmold.
Innerhalb des Ortes gibt es die Bushaltestelle „Tierpark“.
Der nächste Bahnhof ist der Bahnhof Porta Westfalica, die nächsten Fernbahnhöfe sind in Herford und Bad Oeynhausen.